# (861) Aïda
Pour les articles homonymes, voir Aïda.
(861) Aïda est un astéroïde de la ceinture principale.

## Description
(861) Aïda est un astéroïde de la ceinture principale découvert le 22 janvier 1917 par l'astronome allemand Max Wolf à Heidelberg. Sa désignation provisoire était 1917 BE.
Il est nommé en l'honneur de l'opéra Aida de Giuseppe Verdi (1813-1901).